# Peak (marca)
Peak Sport Products Co., (SEHK: 1968), (En chino: 匹克; pinyin:pǐ kè) es una empresa china de fabricación de implementos deportivos que fue fundada en 1989.
Peak Sport S.R.L. (Peak International) se estableció en el año 2000. Peak International tiene su sede en Italia y se centró en crear nuevos productos y estilos para los consumidores y en la distribución de la marca Peak todo el mundo.

La compañía cotiza en la bolsa de Hong Kong, en septiembre de 2009 tuvo una capitalización de mercado en Estados Unidos de $ 1,4 mil millones.

## Historia
El baloncesto era el negocio más fuerte de Peak, se centró en él desde el principio. Hoy en día, Peak está cubriendo muchos deportes como fútbol, voleibol, tenis y otros. Peak está desarrollando su negocio en América, Europa, Asia y Australia. Peak posee muchas fábricas en Asia, con 600 empleados y más de 6.000 trabajadores.